# Giv'at Kusbar
Giv'at Kusbar (hebrejsky: גבעת כסבר) je vrch o nadmořské výšce 282 metrů v severním Izraeli, v Dolní Galileji.
Leží cca 5 kilometrů severozápadně od centra města Nazaret. Má podobu zalesněného pahorku, na jehož západním úbočí leží obec Šimšit. Na východní a severní straně vrch obtéká vádí Nachal Cipori, jež tu vede zahloubeným údolím, kterým prochází dálnice číslo 79. Kopec leží na jižním okraji souvislého lesního komplexu Ja'ar Cipori. Na jihovýchodní straně pokračuje tento les na sousedním pahorku Giv'at Rabi.